# Ukraine International Airlines
Pour les articles homonymes, voir UIA et AUI.
Ukraine International Airlines (UIA) (en ukrainien « Міжнародні авіалінії України » (МАУ) — lire : Mijnarodni Avialinïi Ukraïny) (code IATA : PS ; code OACI : AUI) est une compagnie aérienne ukrainienne, basée à Kiev-Boryspil. Entièrement détenue par des capitaux privés, elle dessert l’Europe, la Communauté des États indépendants, le Moyen-Orient, Asie et l'Amérique du Nord.

## Histoire
Fondée en 1992, un an après l'indépendance du pays, par l’Association ukrainienne de l’aviation civile et la société de leasing irlandaise Guinness Peat Aviation (GPA), Ukraine International Airlines est l’une des premières sociétés à capitaux mixtes étrangers en Ukraine, la première compagnie aérienne dans l'ancienne Union soviétique à utiliser des Boeing 737, et la première compagnie de la CEI à devenir membre à part entière de l'IATA.
Elle lance des opérations de fret en 1994. En 1996, Austrian Airlines et SAirGroup deviennent propriétaires de 20 % du capital, en investissant 9 millions de dollars (USD) à égalité. En 2000, la Banque européenne pour la reconstruction et le développement (la BERD) investit 5,4 millions de dollars en devenant propriétaire à son tour d'un peu moins de 10 % des parts.
En 2011, le gouvernement ukrainien cède ses 61,6 % d’actions dans UIA aux actionnaires existants pour 32,2 millions de dollars. En 2013, le capital d’UIA est détenu par Capital Investment Project LLC (74 %, Ukraine) et Ontobet Promotions Limited (26 %, Chypre).

## Invasion de l'Ukraine par la Russie
Depuis le début de la guerre en Ukraine en février 2022, Ukraine International Airlines (UIA) a subi un arrêt total de ses vols commerciaux, en raison de la fermeture de l'espace aérien ukrainien. Seuls les vols militaires ont été maintenus. Cette situation a drastiquement affecté la compagnie, qui avait déjà été fragilisée par des événements antérieurs, notamment la pandémie de COVID-19 et la destruction d'un de ses avions lors du crash du vol PS752 en 2020 en Iran.
En novembre 2023, UIA a officiellement déclaré faillite. Cet arrêt total d’activité a eu des conséquences économiques dévastatrices pour la compagnie, qui a historiquement opéré avec une flotte d'une quarantaines d'avions, desservant des destinations en Europe, au Moyen-Orient, en Asie et en Amérique du Nord. L'impact de la guerre sur le secteur aérien ukrainien s'inscrit dans un contexte de destruction économique massive pour le pays, avec des pertes estimées à des centaines de millions de dommages,.

## Incidents et accidents
Le 8 janvier 2020, le vol 752 assuré par un Boeing 737-800 s'écrase juste après son décollage de l'aéroport de Téhéran, (Iran) causant la mort des 176 personnes à bord. Le 11 janvier, les forces aériennes iraniennes reconnaissent que l'avion a été abattu par erreur par des missiles des Gardiens de la révolution iraniens.

## Partage de codes
En août 2013, UIA partage ses codes avec les compagnies suivantes :
- Air Astana
- AirBaltic
- Air China
- Air France
- Alitalia
- All Nippon Airways
- Austrian Airlines
- Azerbaijan Airlines
- Bamboo Airways
- Brussels Airlines
- EgyptAir
- Iberia
- KLM
- Air Moldova
- Swiss International Air Lines
- TAP Portugal
- Turkish Airlines
- Vietnam Airlines

## Flotte
Au 9 janvier 2020, la composition de la flotte d’UIA :

### Photos

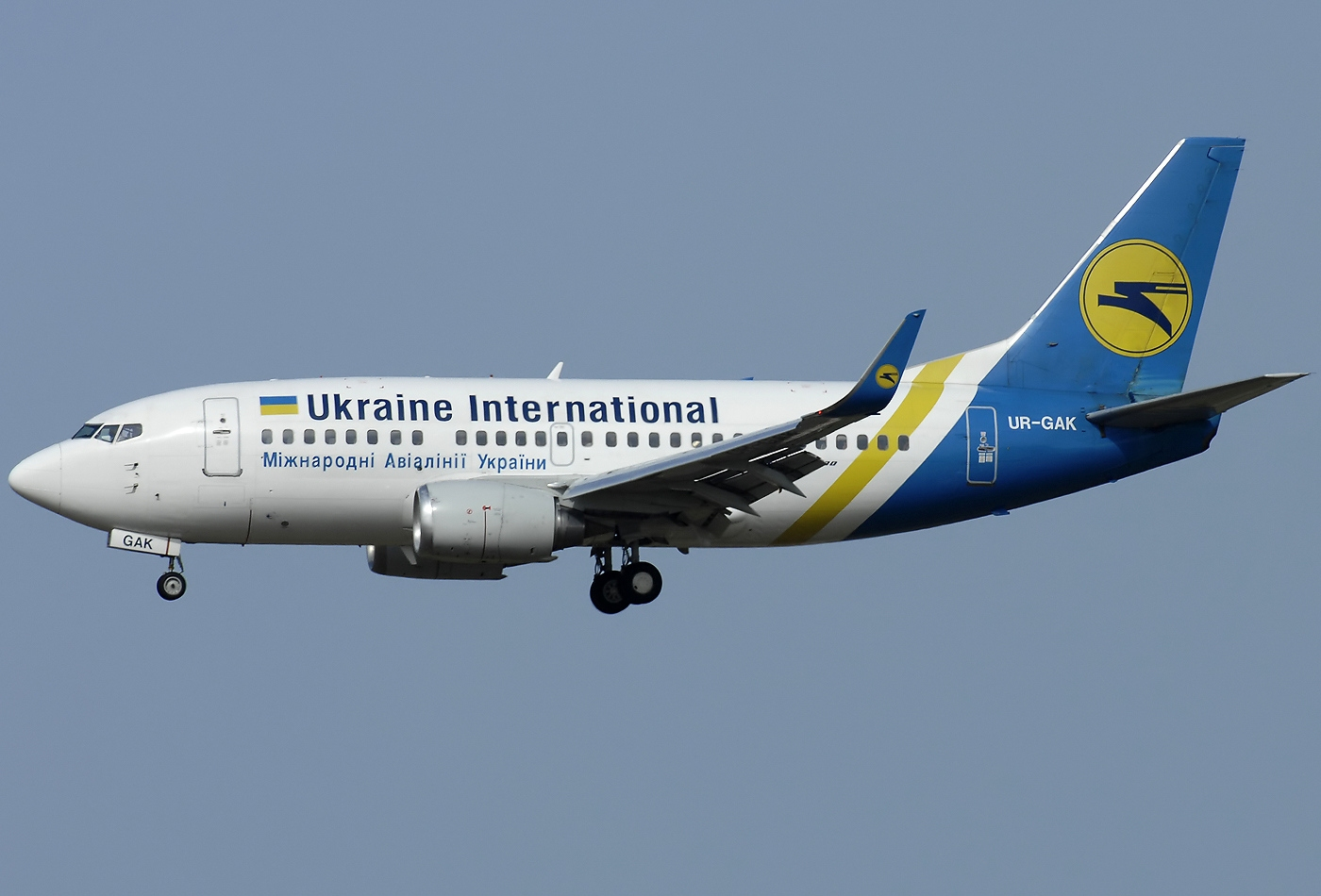
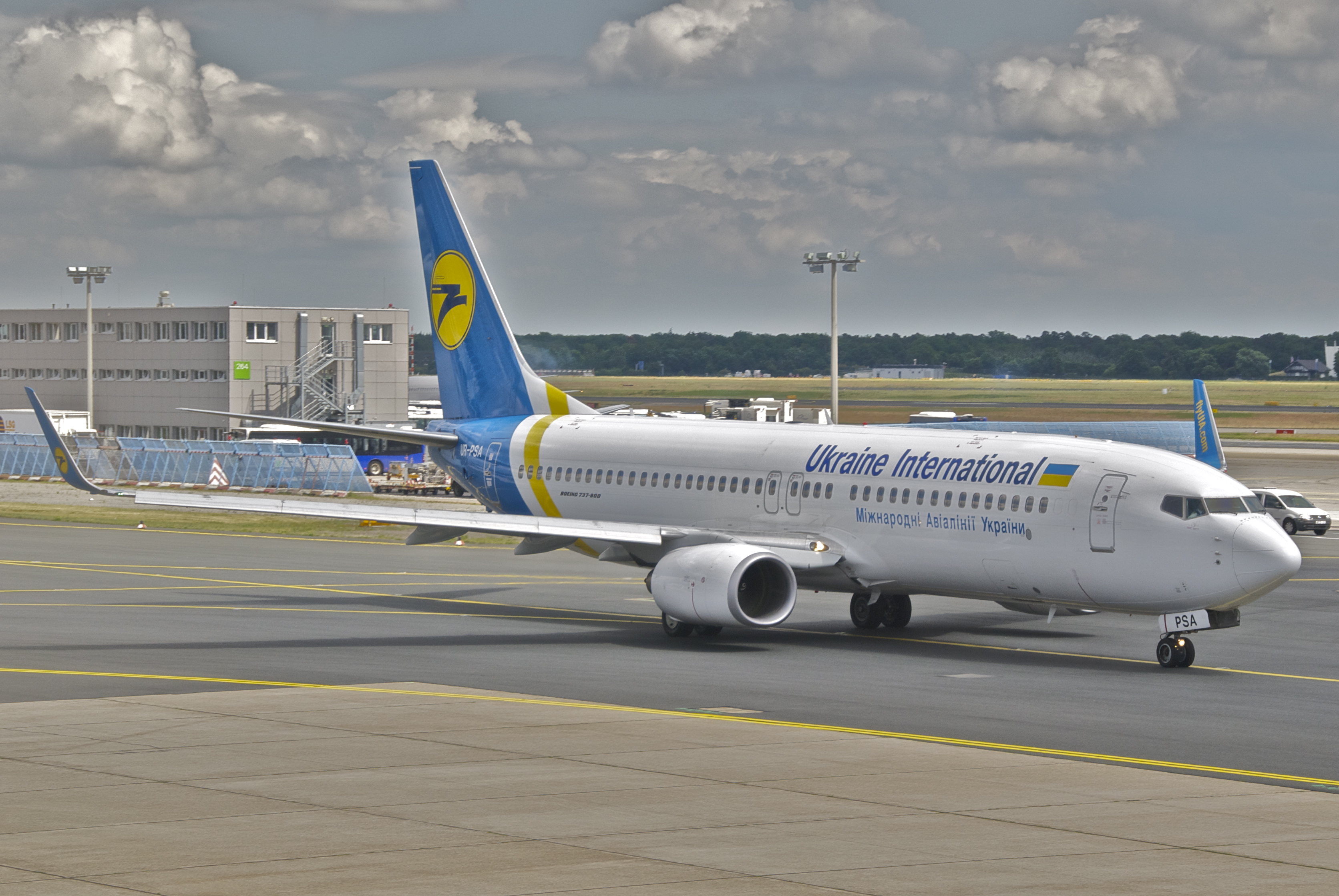
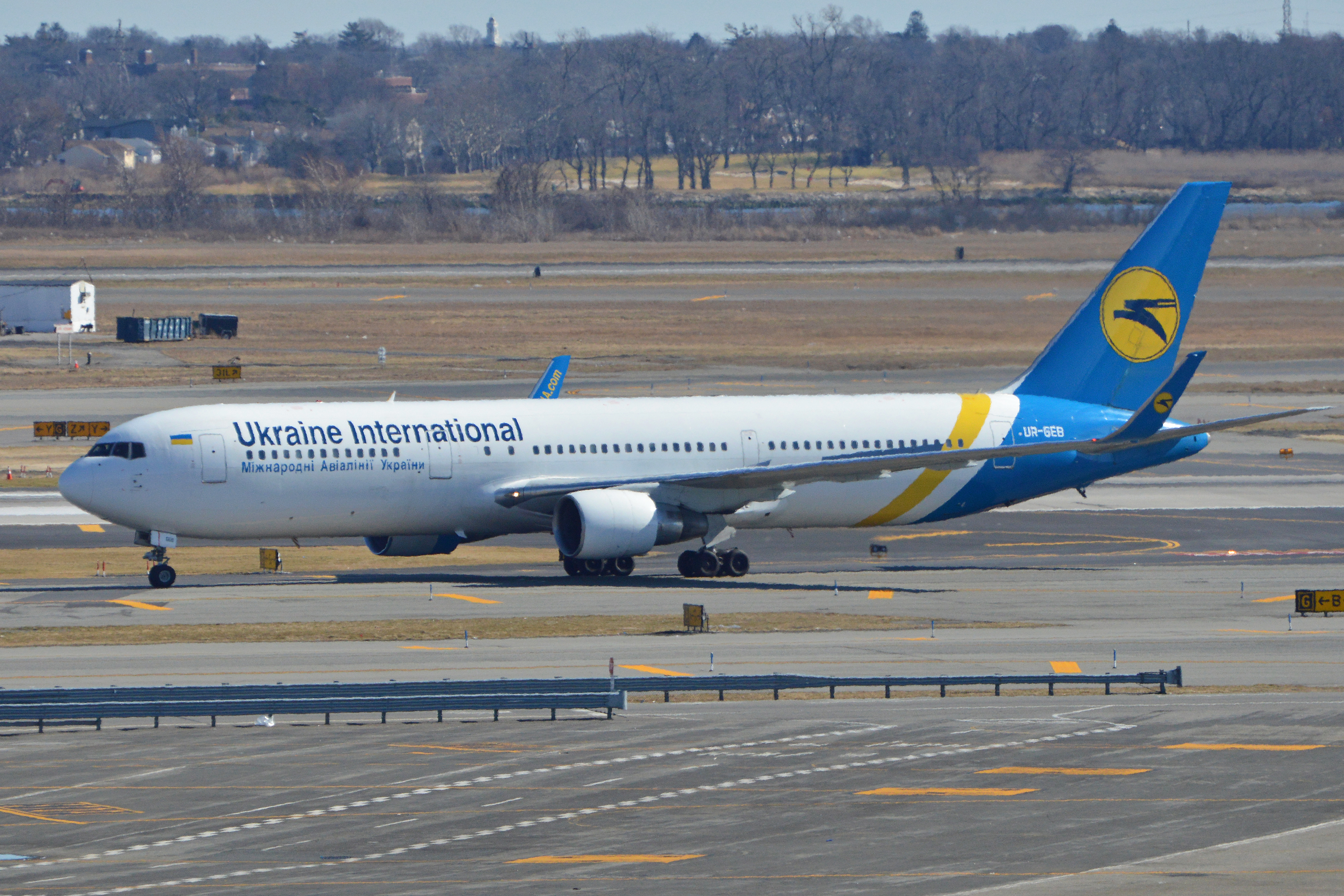
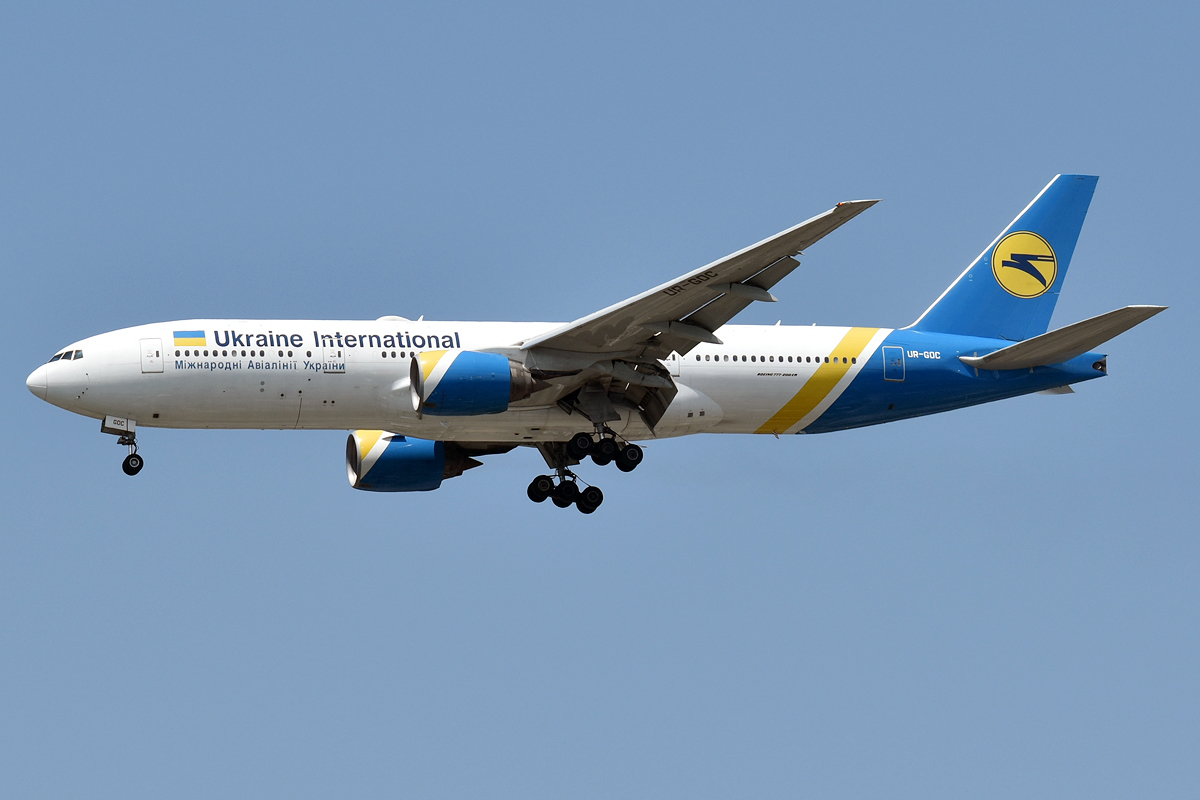
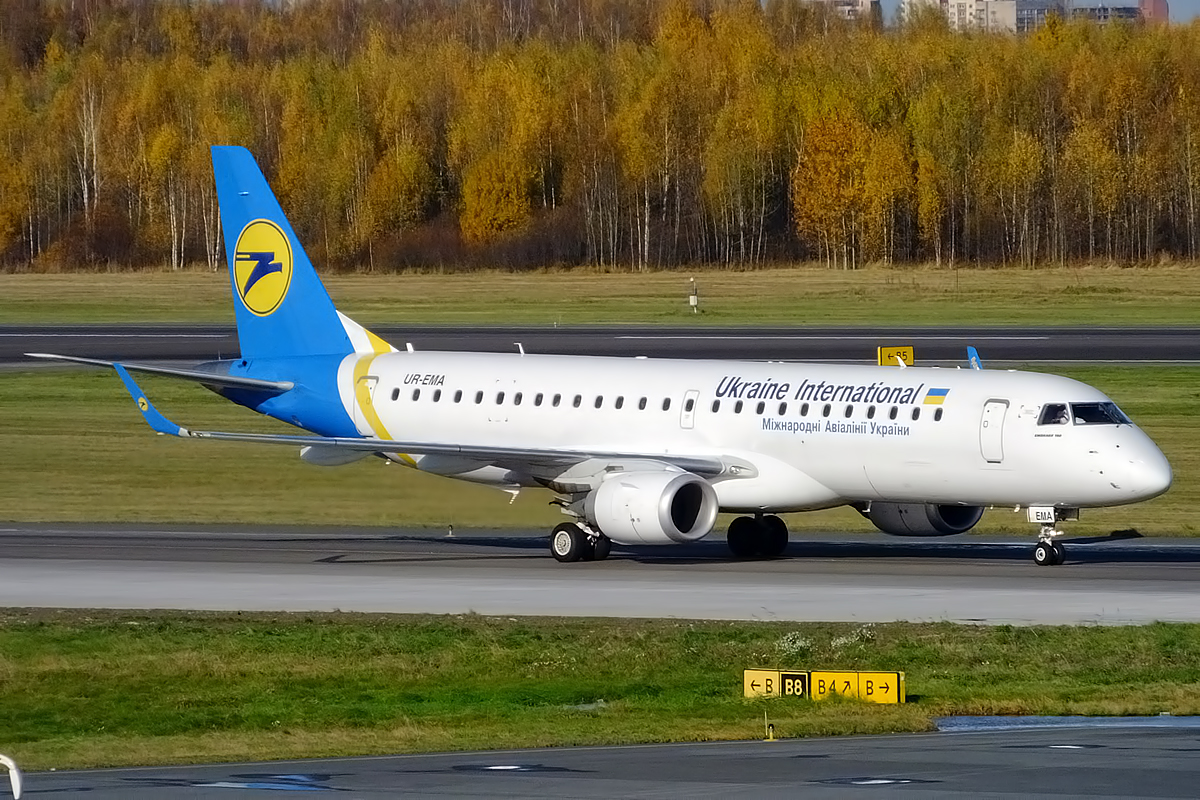
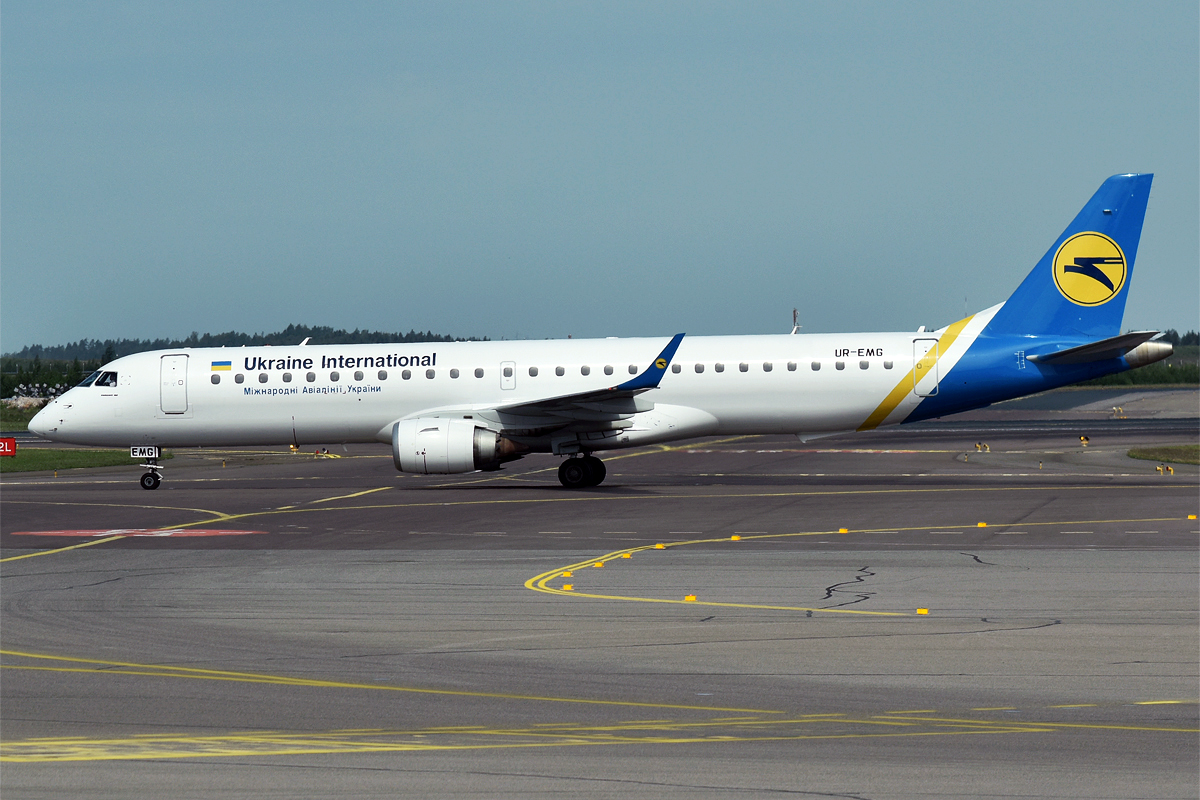